# Кобылин (станция)
Кобылин (пол. Kobylin) — пассажирская и грузовая железнодорожная станция в городе Кобылин, в Великопольском воеводстве Польши. Имеет 3 платформы и 3 пути.
Станция построена в 1888 году, когда город Кобылин был в составе Германской империи.